# Néférourê
Néférourê (La Beauté de Rê) est la fille aînée de Thoutmôsis II et d'Hatchepsout.
Durant le règne de Thoutmôsis II, Hatchepsout met au monde une petite fille qu'elle appelle Néférourê, nom signifiant « la beauté du dieu Rê ». Dès la naissance de la princesse, le fidèle Ahmès Pen-Nekhbet, ancien tuteur d'Hatchepsout, devient le « Père nourricier » de Néférourê. Plus tard, c'est Sénènmout, favori de la reine-pharaon, qui occupera cette charge et encore après, Senmen (frère de Sénènmout). 
L'interprétation d'une scène dépeinte dans la chapelle rouge d'Hatchepsout à Karnak suggère qu'elle pourrait avoir porté, durant le règne de sa mère, le titre et la charge prestigieuse d'épouse du dieu, portés par de nombreuses reines de la dynastie, y compris par sa mère lorsqu'elle était encore la grande épouse royale de Thoutmôsis II. 
Elle est peut-être l'épouse de Thoutmôsis III, comme Satiâh, Nébétou et Mérytrê-Hatchepsout, ses autres épouses. Elle pourrait être, s'il y a eu liaison avec Thoutmôsis III, la mère du prince Amenemhat. Cependant, ce « mariage » avec Thoutmôsis III (son demi-frère) n'est absolument pas certain. Cette idée vient du fait qu'une stèle datant du début du règne de Thoutmôsis III montre ce souverain accompagné de « l'épouse du dieu » Satiâh. Or, cette reine, connue par ailleurs, n'a jamais porté ce titre « d'épouse du dieu ». On en a déduit que son nom en remplaçait un autre, peut-être celui de Neferourê. Mais les titres sur la stèle n'indiquent en aucun cas que la femme derrière le roi est une « grande épouse royale ». C'est seulement parce que Satiâh, figurée actuellement sur la stèle, est connue pour être « grande épouse royale » qu'on a voulu faire de la femme qui y était originellement représentée une grande épouse royale. 
En fait, les évènements ont pu se dérouler comme suit : au début du règne, Thoutmôsis III n'était pas encore marié ou n'avait pas encore nommé d'épouse principale. Sur la stèle, il se fait donc accompagner de « l'épouse du dieu ». Plus tard, alors que Thoutmôsis III avait fait de Satiâh sa reine, la stèle aurait été modifiée et le nom de la prêtresse remplacé par le nom de la reine.
Le nom de Neferourê a été suggéré car c'est la seule « épouse du dieu » connue du temps de la corégence Hatchepsout–Thoutmôsis III. Pourtant, l'archéologie perd la trace de la princesse après l'an 11 du règne de sa mère. Serait-elle décédée ? Si oui, ce ne peut être la femme représentée derrière Thoutmôsis III sur la stèle.
Néferourê est représentée en de nombreux endroits, parmi lesquels le temple funéraire de sa mère à Deir el-Bahari, sur des statues de Sénènmout, ou encore sur une stèle à Karnak. 